# Баммес, Готфрид
Готтфрид Баммес (нем. Gottfried Bammes; 26 апреля 1920, Почаппель — 14 мая 2007, Дрезден) — немецкий художник и анатом. С 1960 — преподаватель пластической анатомии в Дрезденской академии изобразительных искусств (Высшей школе изобразительных искусств). Написал несколько книг по анатомии для художников, ставших стандартными учебными пособиями в вузах по всему миру.

## Биография
Готтфрид Баммес родился в 1920 году в семье учителя в Потчаппеле (ныне Фрайталь). Во время Второй Мировой войны попал в канадский плен, из которого бежал в 1945 году. В начале войны Баммес учился живописи и графике у скульптора Эмиля Пауля Бёрнера, затем продолжил свое образование как художник-самоучка.
С 1951 по 1953 год Баммес изучал живопись и графику в Дрезденской академии изящных искусств, где начал работать в качестве преподавателя в 1953 году.
В 1964 году получил всемирную известность с изданием собственного учебника по пластической анатомии для художников «Die Gestalt des Menschen». По полноте материала, содержащегося в нём, непревзойдён до сих пор. Эта книга была переиздана в Германии несколько раз под названиями «Die Gestalt des Menschen» и «Der nackte Mensch» и переведена на болгарский (1997), русский (2011) и английский (2017) языки.
Кроме этой работы, Баммесом были написаны учебники по рисованию фигуры человека «Sehen und verstehen» (1985), «Wir zeichnen den Menschen» (1989), и животных «Die Gestalt des Tieres» (1975) и «Große Tieranatomie» (1991).

## Титулы, награды и премии
- 1965 — премия за выдающиеся произведения искусства от г. Фрайталь.
- 1976 — Национальная премия ГДР в области науки и техники.
- 2000 — награждён г. Фрайталем за вклад в культуру и искусство.
- 2004 — почётный гражданин Фрайталя.

## Публикации
Основные издания на немецком языке
- 1957: Didaktische Hilfsmittel im Lehrfach Plastische Anatomie (диссертация)
- 1959: Neue Grundlagen einer Methodik des Lehrfaches Plastische Anatomie (докторская)
- 1964: Die Gestalt des Menschen (10-е изд. в 2002 г.)
- 1969: Der nackte Mensch (6-е изд. в 1988 г.)
- 1970: Das zeichnerische Aktstudium
- 1974: Die Gestalt des Menschen
- 1975: Der Akt in der Kunst
- 1975: Die Gestalt des Tieres
- 1978: Figürliches Gestalten
- 1985: Sehen und verstehen (3-е изд. в 1992 г.)
- 1989: Wir zeichnen den Menschen (2-е изд. в 1999 г. под заглавием «Menschen zeichnen»)
- 1990: Studien zur Gestalt des Menschen (4-е изд. в 2005 г.)
- 1991: Große Tieranatomie
- 1992: Akt
- 1993: Arbeitsbuch zur Künstleranatomie
- 1997: Körper und Gewand
- 2001: Tiere zeichnen
- 2003: Künstleranatomie und bildnerischer Ausdruck
- 2004: Landschaften
- 2005: Die neue große Zeichenschule
- 2005: Bildnerische Freiheit
- 2005: Zeichnen, Menschen und Tiere

Переводы на русский язык
- 1984: Изображение фигуры человека (переиздание 1999 г.)
- 2011: Образ человека. Учебник и практическое руководство по пластической анатомии для художников (Die Gestalt des Menschen. Lehr- und Handbuch der Kunstleranatomie)
- 2011: Изображение животных (Tiere zeichnen)
- 2012: Пластическая анатомия и визуальное выражение
- 2012: Изображение человека. Основы рисунка с натуры (Menschen zeichnen)